# داني بانك
داني بانك (بالإنجليزية: Danny Bank)‏ هو عازف جاز أمريكي، ولد في 17 يوليو 1922 في نيويورك في الولايات المتحدة، وتوفي بنفس المكان في 5 يونيو 2010.

## وصلات خارجية
- داني بانك على موقع IMDb (الإنجليزية)
- داني بانك على موقع ميوزك برينز (الإنجليزية)
- داني بانك على موقع أول ميوزيك (الإنجليزية)
- داني بانك على موقع ديسكوغز (الإنجليزية)